# Marie-Luise Apostel

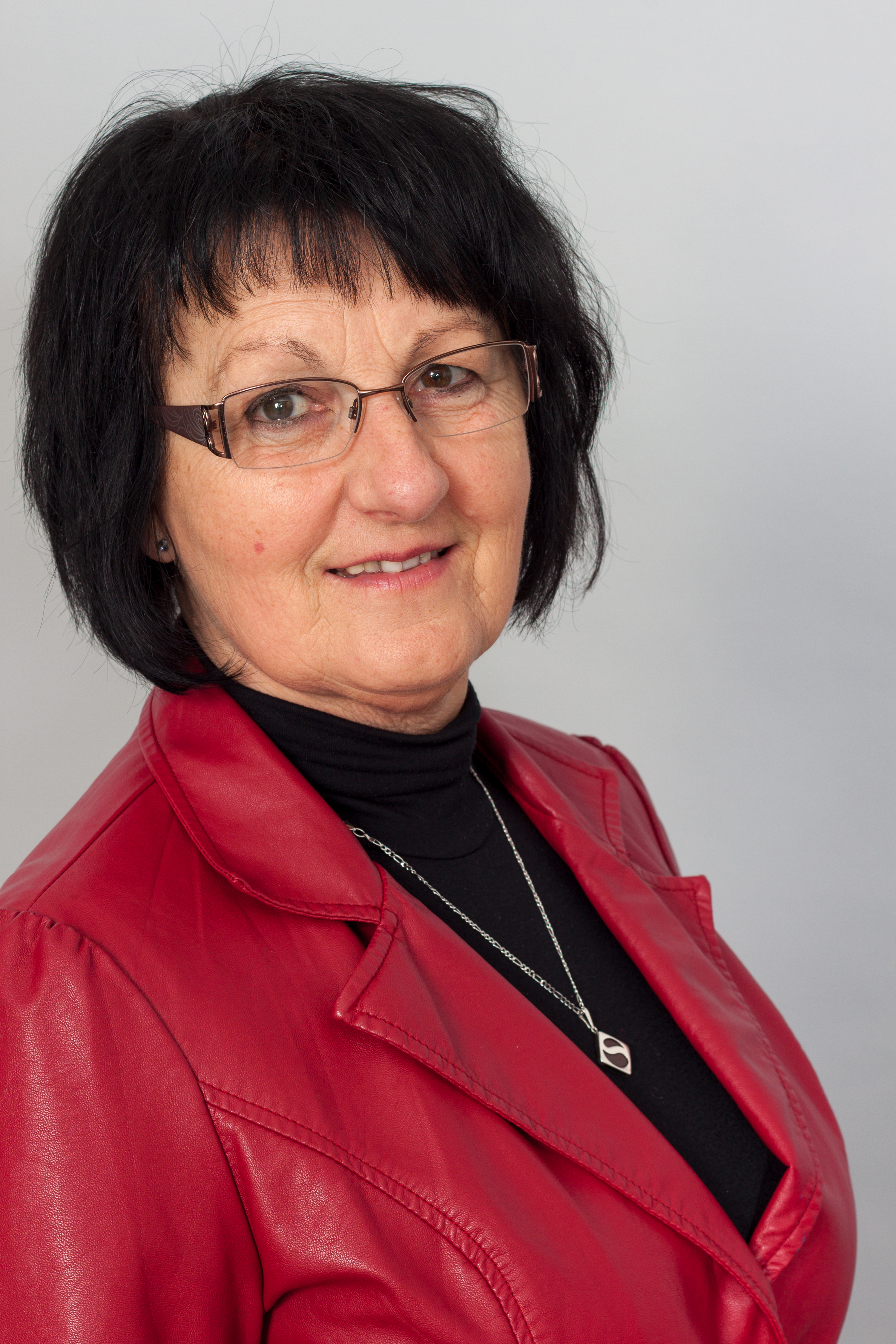
Marie-Luise Apostel 2013

Marie-Luise Apostel (* 25. September 1945 in Kiel) ist eine deutsche Politikerin (SPD).
Die gelernte Metallurgie-Laborantin, die 1964 ihre Ausbildung als Facharbeiter abschloss, arbeitete zu DDR-Zeiten in Karl-Marx-Stadt und Pirna bei der Wismut AG. Anschließend studierte sie von 1978 bis 1981 künstlerische Textilgestaltung. Anschließend war sie bis 1991 Mitarbeiterin bzw. Leiterin des Kreiskabinetts für Kulturarbeit in Karl-Marx-Stadt.
Von 1964 bis 1989 war sie Mitglied der SED. 1999 trat sie in die SPD ein.
Sie gehört seit 2004 dem Gemeinderat ihrer Heimatgemeinde Neukirchen/Erzgeb., wo sie 1993 einen Soziokulturellen Verein und 1995 eine Kulturfabrik gründete, und seit 2005 dem Vorstand des Kreisverbands der SPD im Erzgebirgskreis an. Bei der Landtagswahl in Sachsen 2009 verpasste sie auf Listenplatz 15 der SPD Sachsen knapp den Einzug in den Landtag. Nachdem Thomas Jurk nach der Bundestagswahl 2013 in den Deutschen Bundestag gewechselt war, rückte sie für den Rest der Legislaturperiode mit Wirkung zum 15. Oktober 2013 für diesen in den Landtag nach. Mit der Landtagswahl in Sachsen 2014 schied sie aus dem Landtag aus.
Seit 2010 befindet sie sich im Altersruhestand.